# Carex dallii
Carex dallii är en halvgräsart som beskrevs av Thomas Kirk. Carex dallii ingår i släktet starrar, och familjen halvgräs. Inga underarter finns listade i Catalogue of Life.